# Spain Rodríguez
Manuel Rodríguez, más conocido como Spain o Spain Rodríguez (con o sin tilde) (22 de marzo de 1940 - 28 de noviembre de 2012), fue un historietista estadounidense de tendencia underground que creó el personaje Trashman. Sus experiencias en la carretera con la banda de moteros the Road Vultures y sus ideas izquierdistas inspiraron su obra.

## Biografía
Nacido en Buffalo, Nueva York, Rodríguez estudió en la Silvermine Guild Art School de New Caanan, Connecticut. En la ciudad de Nueva York, a finales de la década de 1960, llegó a colaborar con East Village Other, el cual publicaba su propio tabloide de cómic, Zodiac Mindwarp (1968). Hizo entonces buenas migas con el guitarrista de Grateful Dead Jerry Garcia.
Uno de los fundadores de la United Cartoon Workers of America, colaboró con numerosos cómics underground y también dibujó una historia gráfica de continuará para Salon titulada The Dark Hotel.
Su último trabajo fue una biografía ilustrada del revolucionario argentino Ernesto "Che" Guevara, Che: A Graphic Biography (2009). Traducida a diferentes idiomas, fue descrita por Art Spiegelman como "brillante y radical."
Rodríguez murió en su casa de San Francisco el 28 de noviembre de 2012, después de 6 años luchando contra el cáncer.

## Estilo
Fuertemente influenciado por el trabajo de Wally Wood para EC Comics, Spain interpretó las sombras afiladas y nítidas y los contornos duros de Wood de una manera más simplificada y estilizada. Su trabajo también fue más allá del erotismo de las féminas de Wood. En obras clásicas como Mean Bitch Thrills, las mujeres de Spain se mostraban obscenas e incorporaban en ocasiones temas de dominación sadomasoquista.

## Obra
- She: Anthology of Big Bitch (conSusie Bright). San Francisco: Last Gasp, 1993.
- My True Story. Seattle: Fantagraphics Books, 1994.
- Nothing in This Book Is True, But It's Exactly How Things Are, texto de Bob Frissell. Berkeley: Frog Ltd., 1994.
- Alien Apocalypse 2006 (with Kathy Glass and Harold S. Robbins). Berkeley: Frog Ltd., 2000.
- Nightmare Alley por William Lindsay Gresham. Seattle: Fantagraphics Books, 2003. ISBN 1-56097-511-3
- You Are a Spiritual Being Having a Human Experience, texto de Bob Frissell. Berkeley: Frog Ltd., 2003.
- Che: A Graphic Biography, editado por Paul Buhle. London/New York: Verso, 2008.